# Route 323 (Québec)
Pour les articles homonymes, voir Route 323.
La route 323 (R-323) est une route régionale québécoise d'orientation nord / sud située sur la rive nord du fleuve Saint-Laurent. Elle dessert les régions administratives de l'Outaouais et des Laurentides.

## Tracé
L'extrémité sud de la route 323 se trouve à Montebello près de la rivière des Outaouais, à l'intersection de la route 148. La route se termine 75 kilomètres au nord à Mont-Tremblant, à l'échangeur avec la route 117.

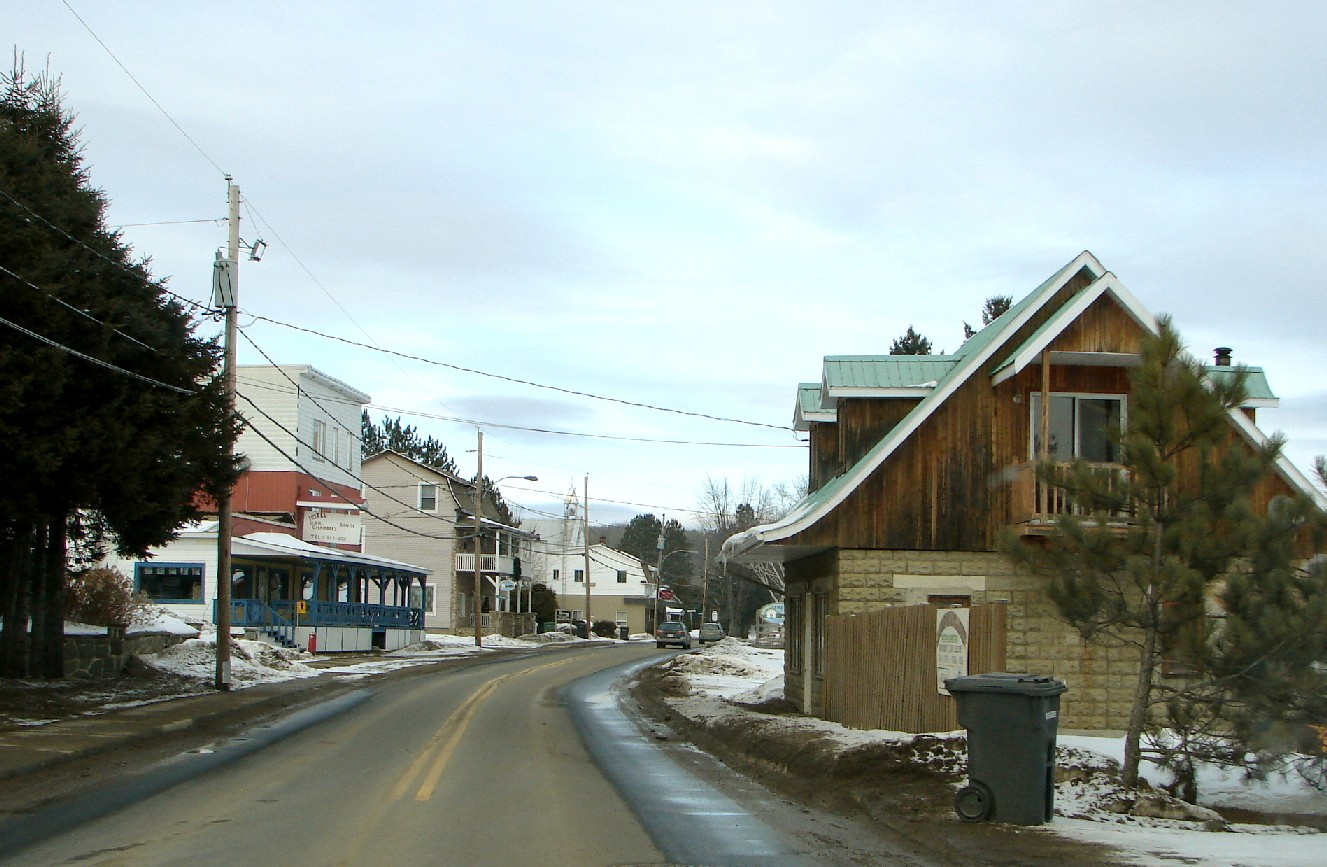
Route 323 dans le village de Saint-Rémi-d'Amherst.
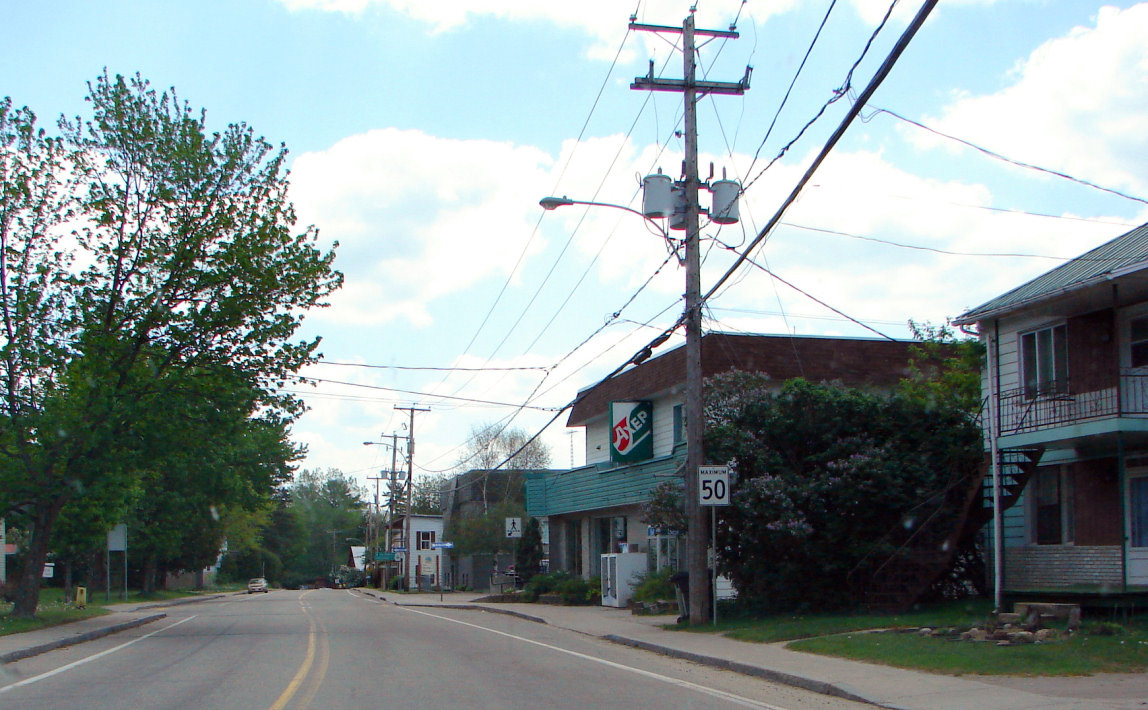
Route 323 dans le village de Brébeuf.

## Localités traversées (du sud au nord)
Liste des municipalités dont le territoire est traversé par la route 323, regroupées par municipalité régionale de comté.

### Outaouais
Papineau
- Montebello
- Notre-Dame-de-Bonsecours
- Papineauville
- Saint-André-Avellin
- Notre-Dame-de-la-Paix
- Namur
- Saint-Émile-de-Suffolk
- Lac-des-Plages

### Laurentides
Les Laurentides
- Amherst
- Brébeuf
- Mont-Tremblant

## Intersections majeures
| MRC             | Municipalité             | km    | Destinations                                  | Notes                     |
| --------------- | ------------------------ | ----- | --------------------------------------------- | ------------------------- |
| Papineau        | Montebello               | 0,00  | R-148 – Lachute, Montréal, Gatineau           |                           |
| Papineau        | Notre-Dame-de-Bonsecours | 2,70  | A-50 – Montréal, Gatineau                     | Sortie 210 de l'A-50      |
| Papineau        | Namur                    | 32,00 | R-315 sud – Chénéville                        | Terminus nord de la R-315 |
| Les Laurentides | Mont-Tremblant           | 74,30 | R-117 – Mont-Laurier, Sainte-Agathe-des-Monts |                           |
|                 |                          |       |                                               |                           |